# Tetrablemma
Tetrablemma é um género de aranhas caracerizado por ter apenas quatro olhos, uma caracterítica incomum entre as aranhas, apenas partilhada pela família Caponiidae.

## Species
- Tetrablemma alterum Roewer, 1963 — Micronésia
- Tetrablemma benoiti (Brignoli, 1978) — Seychelles
- Tetrablemma brignolii Lehtinen, 1981 — Índia
- Tetrablemma deccanense (Tikader, 1976) — Índia
- Tetrablemma extorre Shear, 1978 — Trinidad
- Tetrablemma helenense Benoit, 1977 — St. Helena
- Tetrablemma loebli Bourne, 1980 — Índia
- Tetrablemma manggarai Lehtinen, 1981 — Flores (Indonésia)
- Tetrablemma marawula Lehtinen, 1981 — Sulawesi
- Tetrablemma mardionoi Lehtinen, 1981 — Samatra
- Tetrablemma medioculatum O. P.-Cambridge, 1873 — Sri Lanka
  - Tetrablemma medioculatum cochinense Lehtinen, 1981 — Índia
  - Tetrablemma medioculatum gangeticum Lehtinen, 1981 — Índia
- Tetrablemma okei Butler, 1932 — Victoria
- Tetrablemma phulchoki Lehtinen, 1981 — Nepal
- Tetrablemma rhinoceros (Brignoli, 1974) — Angola
- Tetrablemma samoense Marples, 1964 — Samoa
- Tetrablemma viduum (Brignoli, 1974) — Angola
- Tetrablemma vietnamense Lehtinen, 1981 — Vietname